# علي الرقيعي
علي الرقيعي (1934 - 1966) من روّاد الشعر الحديث في ليبيا، توصف تجربته الشعرية رغم قصرها بأنها أحدثت فارقًا مهمًا في العمل الأدبي الليبي، وأول ديوان للرقيعي كان بعنوان «الحنين الظامئ» الذي صدر عام 1957، ثم «أشواق صغيرة» عام 1966، وكان قبل ذلك كاتبًا في صحيفة طرابلس الغرب.